# Martí Vidal Corella
Martí Vidal Corella (València, 1 de gener de 1895 - 4 de juny de 1976) fou un pintor i fotògraf (com ho foren també els seus germans Vicent i Luis), nascut a una família de varies generacions d'artistes que van ser pioners de la fotografia.
Fill de Martí Vidal Romero, el iniciador d'una saga de fotògrafs valencians que durà fins a l'actualitat en la persona del net del seu germà Luis Vidal Corella, Luis Vidal Ayala.
Cursà estudis a l'Acadèmia de Sant Carles; i la seua obra fou valorada positivament, com demostra la obtenció de la tercera medalla en l'Exposició Regional d'Art de 1914, i a l'any següent, la primera.
Va ser deixeble de Mariano Benlliure i mestre de Ferran Hurtado Sanchis.
Va concursar en diferents ocasions, aconseguint nous premis. Va ser fotògraf artístic, professional del reportatge gràfic de premsa. La seva plaça està situada al districte marítim.